# Pegunungan Meratus
Pegunungan Meratus är en bergskedja i Indonesien. Den ligger i den nordvästra delen av landet, 1 100 km öster om huvudstaden Jakarta.
Pegunungan Meratus sträcker sig 110 km i sydvästlig-nordostlig riktning. Den högsta punkten är 1 853 meter över havet.
Topografiskt ingår följande toppar i Pegunungan Meratus:
- Gunung Abu
- Gunung Angin
- Gunung Bangkirayang
- Gunung Banyutawar
- Gunung Batutunjung
- Gunung Belanayan
- Gunung Besar
- Gunung Bibitanbainah
- Gunung Bukitkaling
- Gunung Dahupa
- Gunung Dakaianbukumata
- Gunung Hawatu
- Gunung Huluniwani
- Gunung Huwuwun
- Gunung Keresikputih
- Gunung Liangnyaru
- Gunung Malonggo
- Gunung Pinaar
- Gunung Rorokoan
- Gunung Sangke
- Gunung Sawahrajang
- Gunung Singsingan
- Gunung Tanahbeambin
- Gunung Tindihan